# John F. Kennedy
John Fitzgerald Kennedy (znan tudi po inicialkah JFK), ameriški politik in predsednik, * 29. maj 1917, Brookline, Massachusetts, † 22. november 1963, Dallas, Teksas.
Kennedy je bil najmlajši izvoljeni predsednik ZDA (Theodore Roosevelt je bil najmlajši, ki je služil). Bil je tudi (do Joeja Bidena) edini predsednik rimskokatoliške veroizpovedi, prvi predsednik, ki se je rodil v 20. stoletju, edini, ki je prejel Pulitzerjevo nagrado, zadnji, ki je umrl med mandatom, in zadnji, ki je bil izvoljen neposredno iz senata ZDA. Je tudi najmlajši preminuli predsednik ZDA.
Atentat na Kennedyja se je zgodil 22. novembra 1963 v Dallasu, Teksas. Za umor so obtožili Leeja Harveyja Oswalda, a je Oswalda dva dni po tem ustrelil in smrtno ranil Jack Ruby, tako da do sojenja nikoli ni prišlo. Preiskava je tudi spregledala številna pomembna dejstva, ki so ostala brez jasne razlage, kar je vse skupaj sprožilo številne teorije zarote o tem, kdo je v resnici v ozadju izvedenega atentata.
Zaradi »državne varnosti« je dokumentacija o atentatu do leta 2039 zaprta za javnost (1100 tajnih dokumentov Cie do leta 2017).

## Zgodnje življenje
John Fitzgerald Kennedy je bil rojen 29. maja 1917 kot drugi najstarejši sin Josepha Patricka Kennedyja in Rose Fitzgerald Kennedy v Brooklineu, Massachusetts.
Kot sin bogatih staršev je John F. Kennedy (za domače in prijatelje Jack) užival brezskrbno mladost. Družina je preživljala poletja v njihovi hiši ob Atlantiku v Hyannisu, Massachusetts, jugovzhodno od Bostona, božične in velikonočne praznike pa v zimski rezidenci v Palm Beachu, Florida. Delo ambicioznega očeta - borznika, poslovneža, politika, lastnika investicijske družbe - je vodilo družino k mnogim selitvam. Oče, ki je bil ognjevite narave in nepopustljiv, je bil pogosto zdoma. Kljub temu se je zelo zanimal za otroke, želel je zvedeti vse in za vsakega otroka, kako mu je potekal dan. Korespondenca je tedaj potekala preko številnih dolgih pisem. Mati Rose je bila njegovo nasprotje, saj se je vedno odločala mirno in razumno. S pomočjo varušk je skrbela za dom in strogo vzgajala otroke. Globoko verna je velik del dneva preživela ob molitvi v svoji kapelici. Odločilno je pripomogla, da je družina ostala čvrsta in enotna. Sam John Kennedy pa je izjavil, da ga nikoli ni vzela v naročje, otrok ni spremljala v šolo, niti sodelovala pri njihovih šolskih aktivnostih. Mali John je prva leta obiskoval javno osnovno šolo Edward Devotion School - »Devo«, v Brooklineu, nato pa pet različnih privatnih šol v Massachusettsu, New Yorku in Connecticutu. Od leta 1931 je bival v deškem internatu The Choate School v Wallingfordu, Connecticut. Učitelji so ga ocenili kot dobrega dijaka, ki pa se ne trudi, da bi bil odličen, znal je biti tudi kljubovalen. V tem času so se začeli njegovi zdravstveni problemi in ga spremljali celo življenje. Star je bil komaj 13 let, ko so ga začele mučiti trebušne bolečine in v kliniki Mayo, v Rochestru, Minnesota, so mu šele leta 1934 diagnosticirali spastični kolitis. Dobivati je začel steroidne hormone, ki so mu umirili težave, vendar se mu je zaradi njih razvila osteoporoza. Bil je zelo suh, neješč in imel še razne alergije. Zaradi slabega zdravja se mu je že kot otroku vsaka bolezen (škrlatinka idr.) ponovila in tako se je moral tudi posloviti od njemu ljubega športa - ameriškega nogometa.
Leta 1935 je končal srednjo šolo in se na željo očeta vpisal na Princeton, saj je bil brat Joe na Harvardu. Med počitnicami, še pred odhodom na univerzo, je oče poslal Johna v London na poletni seminar ekonomskih znanosti pri slovitem teoretiku Haroldu Laskiju, (London School of Economics and Political Science - LSE), tega je pred dvema letoma obiskoval tudi brat Joe. A v Londonu je John zbolel za zlatenico in bil hospitaliziran. Moral se je predčasno vrniti domov v ZDA in bolan je komaj preživel mučno potovanje z ladjo Queen Mary (prejel že poslednje olje). V jeseni je začel študij na Princetonu, a se je bolezen ponovila. Po okrevanju je spomladi 1936 skupaj s starejšim bratom trdo delal na velikem živinorejskem ranču v Arizoni in se okrepil. Nato je očeta prepričal, da gre v jeseni na Harvard, kjer je vpisal ekonomijo, zgodovino, tudi angleščino in francoščino, čeprav mu tuji jeziki niso preveč ležali. Vedno bolj ga je zanimala zgodovina, zato je začel »požirati« knjige s to tematiko. Za študentski časopis Harvard Crimson je pisal novinarske članke.
V poletju 1937, ko je zaključil 1. letnik, se je John s svojim sošolcem in doživljenjskim prijateljem Lemom Billingsom odpravil v Evropo. Večtedensko potovanje jima je financiral oče Joe, ki ga je predsednik ZDA tega leta, v začetku decembra, imenoval za veleposlanika ZDA v Londonu. John in Lem sta tisto poletje vozila majhen beli kabriolet ter obiskala Francijo, Španijo in Italijo. Očetova poznanstva so Kennedyju odprla mnoga vrata, tudi papeža Pija XII.. Pot sta zaključila v Nemčiji, kjer so jima zaradi angleške registrske tablice kamenjali avto. V Nemčiji si je John kupil malega psa dakla in ugotovil, da ima alergijo na pasjo dlako, saj mu je sprožila astmo. Tako je na spisek zdravstvenih težav dodal še novo. Zaradi te alergije so Kennedyjevi edina ameriška predsedniška družina, ki v Beli hiši ni imela psa. Kljub temu so imeli na svojem posestvu poleg ostalih živali tudi kar nekaj teh hišnih ljubljencev.
S popotovanja je očetu pisal pisma, v katerih mu je opisoval svoja opažanja političnih položajev v teh deželah. Johnove osupljive analize so pokazale bistrost in politični talent. V jeseni 1937 si je v 2. letniku Harvarda z zavzetim študijem izboljšal položaj in naslednje poletje spet odšel v Evropo. Bilo je burno leto 1938 in na univerzi si je izboril, da en semester preživi v Evropi. Tako je bil 6 mesecev sekretar pri očetu veleposlaniku in veliko potoval. Sprva je bil v Franciji, nato Nemčiji in na Poljskem, obiskal je Baltske države ter Sovjetsko zvezo, Turčijo, Palestino, Grčijo, Balkan in popotovanje zaključil v Parizu. Na ameriških ambasadah je John dobival želene podatke, delal je analize ter jih pošiljal očetu. Vrnil se je na Harvard in imel niz predavanj o splošnem položaju v Evropi, kar mu je dvignilo ugled med sošolci. Za diplomsko nalogo si je izbral Münchenski sporazum, s posebnim poudarkom na britanskem ravnanju. Pisal je tri mesece, nekatere teze je podal z razlagami, ki se niso ujemale z mnenjem očeta, veleposlanika v Londonu. Leta 1940 je z odliko diplomiral. Delo je bilo kasneje izdano v uspešni knjigi z naslovom Zakaj je Anglija spala (izvirno Why England Slept).
V tistem času je naredil veleposlanik Kennedy kapitalno napako in predsedniku ZDA odsvetoval, da bi podprl Veliko Britanijo v boju proti nacistični Nemčiji. Kennedyju so očitali defetizem. Ko se je to razvedelo, so ga diskretno odpoklicali iz Londona in novembra 1940 je sam odstopil s položaja veleposlanika.
Mladi Kennedy si je leta 1940 pri športu z žogo poškodoval hrbtenico. Hude bolečine si je celo življenje lajšal z raznimi, tudi eksperimentalnimi, zdravili. Preživel je tri težke operacije (1944, 1954, 1955) in do smrti nosil močno podložen steznik za hrbtenico ter ortopedske čevlje. Steznik mu je ob atentatu v Dallasu preprečil, da bi se po prvem strelu sklonil tako kot guverner Connally.
V londonski kliniki so mu septembra 1947 diagnosticirali še Addisonovo bolezen, kasneje so jo odkrili tudi pri sestri Eunice. S to boleznijo se je John Kennedy dnevno boril po predpisani terapiji. Vse zdravstvene težave je uspešno skrival pred javnostjo.

## Vojni junak
John se je spomladi 1941 prijavil v vojsko. Odločil se je za mornarico, kjer so ga sprva zaradi šibkega zdravja zavrnili. Pet mesecev je zavzeto treniral in poskusil ponovno, tokrat uspešno. Poslali so ga v dvomesečno šolo za mornariške rezervne oficirje na Northwestern University v Chicago, nato je nekaj časa delal na obveščevalnem oddelku v Vrhovnem poveljstvu mornarice v Washingtonu.
V tem času, novembra 1941, je srečal veliko ljubezen svojega življenja, novinarko danskega rodu Ingo Arvad, ki je bila prijateljica njegove sestre Kathleen, imenovane »Kick«. Inga (leta 1931 miss Danske) je bila 8 let starejša in poročena. Zaradi znanstva z Göringom in Hitlerjem ji je sledil FBI. Obtožena je bila vohunstva, a je niso zaprli. Z afero se je ukvarjal celo takratni predsednik Roosevelt. Zveza ni imela prihodnosti. Johnu so ugodno rešili vlogo in ga poslali v operativno službo na morju. Marca 1942 je že sodeloval v bojih na južnem Pacifiku.
Bil je poveljnik torpednega čolna PT-109. Njegovo ladjo je v nočni akciji 2. avgusta 1943 pri Salomonovih otokih potopil japonski rušilec Amagiri. Od 13-članske posadke sta ob eksploziji čolna dva umrla. Ostali, nekateri hudo ranjeni in opečeni, so več ur plavali do neobljudenega otočka (75 m dolgi, 25 m široki Kasolo nosi danes Kennedyjevo ime). Najtežje ranjenega tovariša je Kennedy, odličen plavalec, ves čas vlekel z vrvico reševalnega jopiča med zobmi. Ker ni bilo vode in hrane, so po dveh nočeh odplavali dalje na bližnji otoček Olasana. Kennedy in Ross sta kljub ledenim valovom reševalno akcijo nadaljevala. Po dveh hrabrih, a neuspelih poizkusih vzpostaviti stike z ameriško mornarico v nevarnem Fergusonovem prehodu, sta na otočku Naru naletela na domorodce in z njihovo pomočjo prišla v stik z enoto novozelandske vojske. 8. avgusta so bili preživeli člani PT-109 rešeni in odpeljani v domačo bazo, od koder so medtem že poslali svojcem sožalna pisma.
Kennedy je bil za svoje dejanje odlikovan, poslali so ga nazaj v domovino, saj se mu je zaradi naporov poslabšalo stanje hrbtenice. Na Salomonovih otokih je staknil tudi malarijo. Družina je bila presrečna, da je mlajši sin preživel, vendar jih je kmalu, že naslednje leto, prav tako avgusta, pretresla resnična izguba najstarejšega Joeja.

## Demokratski kongresnik in senator
S smrtjo brata Joea je moral v politično areno John, ki je nameraval postati univerzitetni profesor ali pisatelj.
Po doživetjih na Pacifiku je bil sprva več mesecev v vojaški bolnišnici, potem je moral počakati še na častni odpust iz vojske. Nato je nekaj mesecev delal kot dopisnik iz porušene Evrope. Bil je tudi v Potsdamu, kjer so »veliki trije« - Churchill, Truman, Stalin - na novo urejali svet. 24. oktobra 1945 je v San Franciscu kot dopisnik Hearst newspaper spremljal otvoritveno zasedanje OZN. Oče Joseph je odločil, naj kandidira za predstavniško mesto v zveznem Kongresu za bostonsko okrožje. JFK je začel volilni boj znotraj demokratov, kjer je imel osem protikandidatov. Oče se ni izpostavljal, a je iz ozadja pomagal z denarjem in političnimi zvezami. Diskretno je pomagal celo očetov prijatelj, senator Joseph »Joe« McCharthy. Mama Rose, sestre in sorodniki so zavzeto sodelovali in prirejali čajanke po vsej državi. Pomagali so prijatelji in vojni veterani. Vojaška kariera mu je bila dobra popotnica za politično kariero. Zmagal je, republikanski protikandidat je bil nato samo še formalnost. Tako je 3. januarja 1947 JFK dosegel svojo prvo stopnico v politični karieri - predstavniški dom ZDA.
Novopečeni kongresnik še ni imel 30 let, političnih zavezništev ni iskal, prav tako ne nasvetov starejših kolegov. Delal je po svoji glavi in ni ga zanimalo, ali je predlog naš ali njihov. Slovel je po osebni nepodkupljivosti in preden je glasoval, je vse temeljito preveril. Če je bilo potrebno, je bil bojevit, sicer nekonflikten. Bil je zavzet protikomunist, a je podpiral povečanje socialne in denarne pomoči revnejšim. Kot katolik je bil konzervativen pri tradicionalnih vrednotah, kot so vera, šolstvo, kazenska zakonodaja. Zagovarjal je prepričanje, naj se država bolj posveča sebi in svojim državljanom kot ostalemu svetu. Vse to mu je prineslo ugled med volivci in to je bil dober kapital za nadaljnjo kariero. Gladko je bil izvoljen tudi leta 1948 in 1950. Naslednja stopnica je bila senat ZDA.
Leta 1950 se je s sestro Pat in bratom Bobbyjem odpravil na sedemtedensko potovanje. Obiskali so Izrael, Iran, Pakistan, Indijo, Singapur, Tajsko, Korejo in Japonsko. V glavnem mestu Japonske, v Tokiu je imel spet hude zdravstvene težave zaradi infekcije, na katere je bil ranljiv zaradi Adisonove bolezni (bolezen nadledvične žleze). Bil je v nezavesti in skoraj umrl (prejel poslednje olje).
Leta 1952 je tehtal dve možnosti, ali kandidira za guvernerja Massachusettsa ali za senat. Odločil se je za slednjo. Novopečeni pravnik Robert Kennedy je postal vodja bratove kampanje za izvolitev v ameriški senat. Izjemno mu je pomagala žena Ethel, ki jo je politika iskreno zanimala. Zaradi dolžnosti do družine so se pridružile še tri sestre - Eunice, Patricia, Jean ter mama Rose. Prav tako se je pridružilo ostalo sorodstvo in številni prijatelji. V ozadju pa je spet krepko pomagal vplivni oče. Podporo mu je nudil tudi močan strankarski aparat. V osmih mesecih so prekrižarili ZDA in Johnu se je zaradi naporov poslabšalo zdravje hrbtenice. Težave je imel pri hoji, ni se mogel sklanjati in po stopnicah je lahko hodil samo postrani. Na zborovanja je prihajal z berglami, pred vhodom pa jih je odvrgel. Imel je močnega tekmeca iz stare politične družine - tudi vojnega junaka, Henryja Cabota Lodgeja (že njuna očeta sta bila politična rivala). V precej izenačeni volilni tekmi v zvezni državi Massachusetts, kjer je navadno volilo dva milijona ljudi, ga je John premagal za 70.000 glasov in novembra 1952 postal senator ZDA.
Pojavile so se dileme, ali mu je oče kupil volitve, saj je plačeval oglase na radiu in TV, plakate, sprejeme, čajanke, osebna pisma volivcem in vse drugo, kar je zneslo več kot 7 milijonov dolarjev. Revizija je pokazala, da so republikanci porabili še več denarja, bistvo je bilo v razporeditvi denarja, ne količini. Zviti oče Joe je znal pri financiranju zaobiti zakone in mu niso mogli ničesar dokazati.
Istočasno so potekale tudi volitve na zvezni ravni, kjer sta si stala nasproti demokrat Harry S. Truman, ki je kandidiral za drugi mandat, in republikanec, slavni general iz 2. svetovne vojne, Dwight Eisenhower, s podpredsednikom R. Nixonom. Slavili so republikanci.
Med naporno kampanjo, že maja 1951, je John Kennedy na večerji pri skupnem prijatelju, novinarju Charlieju Bartlettu, v Georgetownu, spoznal svojo bodočo ženo. Jacqueline Bouvier, klicali so jo Jackie, je prihajala iz ugledne in premožne newyorške družine, močno naklonjene republikancem. Sama se ni zanimala za politiko, temveč za evropsko kulturo. Slikala je in ravno zaključevala študij. Nekajkrat sta šla ven, vendar je bil on s kampanjo preveč zaseden, ona pa je pred koncem študija za šest mesecev odpotovala v Francijo - na študentsko izmenjavo v Grenoble, nato na pariško Sorbono. Tako se je razmerje začasno pretrgalo. Oče Joe je takoj uvidel, da bi bila Jackie primerna soproga za njegovega sina, bodočega predsednika ZDA, ki sicer ni živel kot menih. Jacqueline Bouvier je bila lepa, šarmantna, kulturna, z odlično izobrazbo in znanjem tujih jezikov, katoličanka in zelo pomembno - prihajala je iz visoke newyorške družbe. Kennedyji, prodorni bostonski politiki, kljub svojemu bogastvu, takrat ocenjenem na 400 milijonov dolarjev, še niso bili sprejeti v tihe salone ameriške družbene elite.
Po vrnitvi iz Evrope se je Jackie zaposlila kot fotoreporterka v New Yorku in z novopečenim senatorjem sta se kmalu spet srečala ter postala par. Jackie se je zanj zelo trudila, skrbela za njegovo prehrano, obleko in ga kultivirala. Kot neusmiljena perfekcionistka je imela rada vse urejeno in za planiranje porabila ure in ure. Razkošno poroko, ki sta jo organizirala ženinov oče Joe in nevestina mati Janet, so slavili 12. septembra 1953 na nevestini domači farmi Hammershmith v Newportu, Rhode Island. Poročno noč sta preživela v hotelu Waldorf Astoria v New Yorku, nato pa odpotovala na medene tedne v Acapulco, Mehika.
Sledili sta dve hudi leti. JFK je zelo veliko časa preživel v bolnišnicah. Hodil je lahko samo še s pomočjo bergel. Zato se je odločil za zelo tvegano operacijo hrbtenice, kirurgi bi mu naj vstavili kovinsko ploščico. Zdravniki nad to odločitvijo niso bili navdušeni, saj je obstajalo tveganje, da med posegom umre. Odklonil je pregovarjanje in oktobra 1954 so ga operirali. Po operaciji so poklicali svojce v bolnišnico, saj so se bali, da jutra ne bo dočakal (prejel poslednje olje). Preživel je, stanje je bilo zelo dolgo kritično. V bolnišnici v New Yorku se je žena Jackie trudila, da mu povrne moč in voljo do življenja. Organizirala je celo večerni obisk filmske igralke Grace Kelly, ki se je preoblekla v medicinsko sestro in ga hranila. JFK je ni spoznal, drugi dan pa le rekel, da je sanjal lepi obisk. Šele za božič so senatorja na nosilih prenesli na dom staršev v Palm Beachu. A rana se ni celila, prišlo je do infekcije in februarja 1955 je moral znova na operacijo. Zdaj so mu kovinsko ploščico odstranili, stanje se mu je izboljšalo, a mesece in mesece je moral mirno ležati na trdem ležišču. Prisilno mirovanje v postelji je izkoristil in napisal knjigo Profili poguma (izvirno Profiles in Courage) - zbirko senatorskih portretov, kjer opisuje zgodovinske odločitve nekaterih senatorjev ZDA, ki so glasovali proti večinskemu mnenju volivcev in s tem tvegali svojo kariero. Knjiga spada še dandanes med klasike politične literature. Pri projektu so mu pomagali sodelavci, največ in odločilno pa nepogrešljivi Ted Sorensen, njegov briljanten pisec govorov, ki je bil danskih korenin. Prihajali so tudi številni obiskovalci in sodelavci ter mu iz Kongresne knjižnice dostavili več kot 200 knjig, časopisov in drugega materiala. Jackie je poleg zdravstvene oskrbe koordinirala tudi ta projekt. Knjiga je požela izvrstne kritike, John F. Kennedy pa prejel leta 1957 najvišje ameriško književno priznanje, Pulitzerjevo nagrado.
Po letu in pol prisilnega počitka je John Kennedy v začetku leta 1956 končno spet stopil v svojo senatno pisarno. Vabili so ga na številna zborovanja (leta 1957 se je od 2500 vabil odzval na 140). Žena, ki je bila apolitična, ni hotela sodelovati. Glede na to, da sta živela izmenično pri njegovih in njenih starših, je začela iskati hišo ter jo našla v mestu McLean v Virginiji, čez reko Potomac, nedaleč od Merrywooda (zimska rezidenca, kjer je odraščala). To je bila bela večkrilna vila v gregorijanskem slogu, imenovana Hickory Hill. Z veseljem jo je začela urejati, njen dom je bil vedno kot iz škatlice. Pisalo se je volilno leto in pred vrati predsedniške volitve. JFK je sprejel ponudbo, da bo kandidiral za nominacijo za bodočega podpredsednika ZDA, a na demokratskem kongresu v Chicagu, v mesecu avgustu, doživel neuspeh. V poznem poletju 1956 si je grenkobo zaradi prvega političnega poraza lajšal v veseli družbi na jadranju po Sredozemlju. In prišel je nov udarec. Žena, ki je ležala v bolnišnici v sedmem mesecu rizične nosečnosti, je v septembru kljub carskemu rezu rodila mrtvorojeno hči, kasneje imenovano Arabella. John je jadral okoli otoka Caprija in nekaj dni ni bil dosegljiv. Jackie je v bolnišnici tolažil svak Bobby. Po intervenciji očeta se je John Kennedy le vrnil v ZDA ter nekaj tednov prebil ob ženi, potem pa se je spet z veliko žara vključil v politiko. Preživljala sta zakonsko krizo. Leta 1957 se je paru rodila hči Caroline. Tako je tudi kot družinski človek, ne le kot politik, John Kennedy polnil stolpce ameriškega tiska. Hčerkica Caroline je tudi navdihnila ameriškega glasbenika Neila Diamonda za njegovo uspešnico »Sweet Caroline«.
Pri takšni popularnosti mu ni bilo težko leta 1958 ponovno uspeti v nominaciji za senatorja v Kongresu - zmagal je kar s 73 odstotki glasov. Stari-novi senator se je zmagoslavno vrnil v glavno mesto Washington. V Georgetownu, univerzitetni soseski na severozahodu mesta, sta zakonca Kennedy kupila novo hišo, saj se Jackie ni želela vrniti v Virginijo, posestvo z vilo oz. dvorcem Hickory Hill pa je odkupil Robert Kennedy.

## Volitve leta 1960
2. januarja 1960 je senator John F. Kennedy napovedal svojo predsedniško nominacijo. V demokratski stranki se je več uglednih strankarskih veljakov, med njimi bivši ameriški predsednik Harry S. Truman, spraševalo, ali je mladi in neizkušeni Kennedy res najboljša izbira za predsedniške volitve. Znano je bilo, da se kot kongresnik in senator nikoli ni trdo držal strankine linije ter pogosto podpiral republikanske predloge, če so se mu zdeli tehtni. Spraševali so se, ali bo lahko pridobil glasove povprečnih ameriških volivcev, saj je bil zelo učenjaški, intelektualno superioren - oni pa si želijo bolj preprostega in manj analitičnega moža. Moteče je bilo dejstvo, da ni bil finančno osamosvojen, za to je še vedno skrbel njegov oče s svojimi pomočniki. Starejši demokrati so se bali, da bo mladi predsednik izbiral in zaposlil samo mlajše sodelavce in bodo oni odpadli od delitve plena (zamenjava administracije je cca 300 novih uradnikov). Dileme so bile zaradi njegove katoliške vere, saj je odstopal od standardnih predsednikov ZDA profila WASP (»white anglosaxon protestant« - beli protestant anglosaškega porekla). Predlagali so mu, naj sprva kandidira za podpredsednika, a je zavrnil in začel boj za najvišjo funkcijo.
Najprej se je moral pomeriti s svojimi strankarskimi protikandidati - senatorjem Hubertom H. Humphreyem, frakcijskim voditeljem v Senatu Lyndonom B. Johnsonom in dvakratno neuspelim predsedniškim kandidatom Adlaijem Stevensonom.
Vsa družina Kennedy se je takoj zagnano lotila dela. Bili so dobro organizirana ekipa pod taktirko Roberta Kennedyja in srečati jih je bilo po vseh Združenih državah, kjer so prirejali dobro obiskana zborovanja in čajanke. John je imel najeto manjše letalo z imenom »Caroline«, s katerim je hitel iz države v državo. (Podatek o najemu je iz knjige »Meine Jahre mit den Kennedys«, SZ Edition - 2013, Kennedyjevega uradnega osebnega fotografa Jacquesa Lowea, ki mu je teroristični napad na newyorški WTC, 11. septembra 2001, uničil osebno delo in 40.000 fotografskih negativov Kennedyja. V Enciklopediji Britannica, knjiga št. 6, pa piše, da  mu je 40-sedežno letalo Convair-240 kupil oče.) Leta 1967 je družina letalo podarila muzeju.
Mlada žena se je težko navajala na to, da je ves čas na očeh javnosti. Bila je tudi drugič noseča in ves volilni cirkus ji je bil odveč. Kampanji se je pridružila samo na začetku in na koncu, ko je bilo to nujno - v državah Wisconsin in protestantski Zahodni Virginiji (97 % protestantov), kjer se je bila tekma z najmočnejšim Kennedyjevim nasprotnikom, Humphreyem. Zahodna Virginija je bila tudi država, ki je zaradi revščine zelo pretresla Kennedyja, saj se je z njo prvič osebno srečal in mu je v resnici spremenila odnos do življenja. Z ženo sta obiskovala revne rudarske družine. Zaupanje volivcev si je pridobil s svojim optimizmom in zmaga je sledila.
Kennedyju je uspelo in na strankarski konvenciji, ki je potekala od 11. do 15. julija 1960 v »Los Angeles Biltmore Hotel« v Los Angelesu, je pridobil več kot potrebno število glasov (806). Zadnji dan, v petek, 15. julija, je v Los Angeles Memorial Coliseum prvič nagovoril množico 80.000 ljudi, s svojim nastopom pa požel val navdušenja. V Kaliforniji se je ta večer bučno slavilo v hiši in ob bazenu Petra in Pat Lawford, Johnove sestre. Zaradi kršenja javnega reda in miru jih je policija celo aretirala, a ko so ugotovili identiteto, so jih brž izpustili.
Volilna tekma se je nadaljevala. Kennedyjev protikandidat na republikanski strani je bil uveljavljeni Richard Nixon, dotedanji podpredsednik ZDA, ki si je za svojega podpredsednika izbral guvernerja New Yorka, Nelsona Rockefellerja.
Kljub nasprotovanju brata Roberta, vodje volilnega štaba, in na presenečenje vseh ostalih, si je JFK izbral za podpredsednika svojega dotedanjega nasprotnika Lyndona Johnsona. Vplivni politik Johnson, sicer veleposestnik, je prihajal iz mogočnega Teksasa. JFK je potreboval glasove in zmage v južnih državah, kjer so bili do njega skeptični. Pri teh volitvah sta prvič sodelovali državi Aljaska in Havaji, ki sta se leta 1959 priključili ZDA. Prvič v zgodovini ZDA je prišlo do televizijskega soočenja predsedniških kandidatov, kar je pred 70 milijoni gledalcev bolje izkoristil sproščeni in samozavestni Kennedy. Žgoče teme, v skupaj štirih debatah, so bile odnos kandidatov do komunizma, gospodarska in davčna politika ter rasna vprašanja. Sicer pa ni bilo zaznati kake večje pritlehne propagande na obeh straneh, čeprav se je vedelo za Kennedyjeve lahkoživosti z dekleti in Nixonove pivske navade.
Veliko kasneje pa se je razvedelo, da je bil v tistem času, v jeseni 1960, vlom v ordinaciji Kennedyjevih zdravnic - endokrinologinje Eugene Cohen, kmalu zatem še osebne zdravnice Janet G. Travell. Ker pa je bil JFK voden pod drugim imenom, niso našli njegove zdravstvene dokumentacije. Če bi Američani vedeli, v kakšnem slabem zdravstvenem stanju je bil John Kennedy, ga gotovo ne bi izvolili za predsednika.
Nad raziskovalnimi anketami so bili bolj zaskrbljeni republikanci, saj so imeli demokrati večino tako v Senatu kot v Predstavniškem domu in s predsedniško zmago bi tako obvladovali oboje - zakonodajno in izvršno oblast.
Na dan volitev, 8. novembra zjutraj, sta zakonca Kennedy odletela volit v svojo volilno bazo v Boston, nato se vrnila v Hyannis Port in spremljala dogajanje po televiziji. Zvečer se je vsa družina Kennedy zbrala na domu Roberta Kennedyja, na posestvu Hickory Hill in začelo se je veliko čakanje na rezultate. Bilo je dramatično, glasovi izenačeni, a ob tretji uri zjutraj so nekateri že začeli slaviti. JFK jih je umiril, naj počakajo do jutra - in odšel sam spat. Nekaj pred šesto uro zjutraj so se okoli družinske rezidence pojavili pripadniki tajne službe, kar je bil jasen znak, da je zmagovalec znan.
John F. Kennedy je dobil volitve, a dosegel le 118.550 glasov več kot njegov tekmec (skupno bilo 68,335.642 glasov). Zadostovalo je, postal je 35. predsednik ZDA in začel svojo kratko, a zelo pomembno predsedovanje.

## John F. Kennedy v Beli hiši
J.F. Kennedy je začel oblikovati svojo vladno ekipo. Na pomembna mesta je postavil liberalne podpornike, občutljivejša mesta pa je namenil konzervativcem. Zunanji minister je postal Dean Rusk, obrambni Robert McNamara, finančni Douglas Dillon, bratu Robertu je zaupal pravosodno ministrstvo. In v tej vročici, v nenehnem dogovarjanju in gibanju, se je počutil kot riba v vodi. Žena je bila ponosna na moževo zmago, a v njej ni uživala. Ustrašila se je odgovornosti prve dame in zapadla v depresijo.
JFK je odpotoval za en teden na pogovore na Johnsonov ranč v Teksas, nato se je namenil za nekaj dni na oddih k staršem v Palm Beach. A na letalu ga je presenetilo obvestilo, da so ženo, ki je bila v osmem mesecu nosečnosti, odpeljali v porodnišnico. Očital si je, da spet ni pri njej. Na Floridi se je presedel na drugo letalo, polno novinarjev in odletel nazaj v Washington. Celo pot je sedel v pilotski kabini in čakal novic. 25. novembra ob 1.17 uri zjutraj je po radiu prišlo sporočilo, da je dobil sina. V letalu so potniki glasno zaploskali.
9. decembra zjutraj se je Jackie Kennedy vrnila iz porodnišnice, popoldne je že morala h gospe Eisenhower na ogled Bele hiše. Srečanje je bilo kratko, v eni uri si je ogledala 30 sob in niso ji postregli niti s čajem. Vrnila se je razočarana nad neokusno opremljeno, hladno in temačno Belo hišo, ki jo je spominjala na temnico v Lubjanki, mož pa je bil nad njeno slabo voljo zaprepaščen. Za nekaj časa so vsi skupaj odpotovali na Florido k staršem, da si opomorejo, se v miru pripravijo na inavguracijo in organizirajo novo življenje družine v Beli hiši.
Prva dama ZDA je zgodovinsko restavrirala Belo hišo, jo opremila z antikvitetami iz ere predsednika Jamesa Monroea (1817–1825) ter jo spremenila v center visoke ameriške in mednarodne kulture.
Kasneje so 1000 dni vladanja in bivanja Kennedyjevih v Beli hiši ter njihov kraljevski življenjski slog poimenovali za dobo Camelota.

### Inavguracija
S svojimi sedemdesetimi leti je bil Dwight David Eisenhower dotlej najstarejši predsednik, nasledil pa ga je John Fitzgerald Kennedy, najmlajši predsednik ZDA.
20. januar 1961 je bil zelo mrzel zimski dan. Jacqueline Kennedy si je nadela drap volneni plašč in okroglo kapico (pillbox hat), roke si je grela v mufu iz soboljevine in tudi John Kennedy je bil elegantno opravljen v svetlo sivih progastih hlačah, črnem plašču in cilindru. Na svečani tribuni je stopil za govornico in navdušeni množici spregovoril s svojim bostonskim naglasom, da se je zdelo da poje in komajda je bilo opaziti majceno govorno napako (npr. »expect« je izgovarjal »ekšpekt«). Sledil je najkrajši (1355 besed), a nepozaben inavguracijski govor v zgodovini ZDA - pravi retorični ognjemet.
»Baklo je prevzela nova generacija Američanov...« je rekel John F. Kennedy v svoji zaprisegi kot 35. predsednik ZDA. »Trobenta nas kliče, da se zberemo, toda ne k orožju, temveč k boju proti skupnim sovražnikom človeštva - tiraniji, revščini, boleznim in vojni.« Orisal je situacijo in pričakovanja doma in v svetu ter ob koncu govora pozval Američane, naj bodo delovni državljani - z zgodovinskimi besedami:
»And so, my fellow Americans: ask not what your country can do for you - ask what you can do for your country. My fellow citizens of the world: ask not what Amerika will do for you, but what together we can do for the freedom of man!«

»In tako, moji dragi Američani: ne sprašujte se, kaj lahko država naredi za vas - vprašajte se, kaj vi lahko naredite za državo! Moji dragi državljani sveta: ne sprašujte se, kaj bo Amerika naredila za vas, ampak kaj lahko naredimo skupaj za svobodo človeštva!«
Zjutraj pred govorom je prečrtal besedici »will« in ju nadomestil z »can« 

### Notranja politika
Na področju notranje politike se je J.F. Kennedy zavzemal za reforme. Že v času volilne kampanje je predstavljal svoj notranje politični program »New Frontier« (Nova obzorja) - program ekonomskih in socialnih reform. V svojem mandatu naj bi se posvetil neuresničenim sanjam in izpuhtelemu upanju, nerešenim problemom vojne in miru, kaotični pronicljivosti ignorance in predsodkov kot tudi vprašanju revščine in izobilja, čigar odgovor je še vedno neznanka. Kljub temu pa je Kennedyju uspelo skozi Kongres spraviti le tretjino pobud. Večino predlaganih reform je uspel uresničiti šele njegov naslednik Lyndon B. Johnson, ki je v okviru programa »Great Society« sprejel veliko socialnih reform.
Poleg tega je John Kennedy mnogokrat govoril o miru, a bil hkrati odgovoren za največjo oborožitev v času miru, ki so jih ZDA do takrat doživele (oboroževalna tekma s Sovjetsko zvezo). Ob nastopu predsedovanja je takoj povečal obrambne izdatke za 15 odstotkov.

Vrhovno sodišče ZDA je že leta 1954 odločilo, da segregacija na javnih mestih in diskriminacija v izobraževalnem in delovnem sistemu ni dovoljena, a v južnih državah so se upirali. Leta 1962 je poslal predsednik Kennedy na misisipijsko univerzo »Ole Miss« vojaško enoto, ki je zagotovila varnost temnopoltemu študentu indijansko-afriških korenin Jamesu Meredithu, da se je lahko vpisal na univerzo. Leta 1963 je ta zvezna država kot zadnja prepovedala rasno diskriminacijo v izobraževalnem sistemu in dovolila integracijo. Kennedy je predlagal sprejetje listine »Civil Rights Act«, ki pa je bila sprejeta sedem mesecev po njegovi smrti, prav tako je želel urediti imigracijsko politiko.
V šestdesetih letih je bilo v ZDA dolgo obdobje ekonomske rasti. JFK je želel, da bi ZDA postale vodilna sila pri raziskovanju vesolja. Vesoljski program oz. načrt o pristanku na Luni je predstavil v Kongresu 25. maja 1963 in jih zaprosil, da odobrijo več kot 22 milijard dolarjev za program Apollo. Šest let po njegovi smrti so Američani pristali na Luni.
Med njegove notranjepolitične dosežke šteje še zakonodaja »War on Powerty«, ustanovitev Volunteers in Service to America (AmeriCorps VISTA) - domača različica Peace Corps in sprejetje zakona »Clean Air Act«.

### Zunanja politika
Zunanja politika je bila Kennedyjevo najmočnejše področje, prevzel jo je v svoje roke in neprestano je bil pred izzivi - Kuba in Latinska Amerika, Sovjetska zveza, Jugovzhodna Azija, Izrael idr. Večino je rešil, ne pa Vietnama.
Ena prvih stvari, že 1. marca 1961, je bila ustanovitev Mirovnega korpusa (Peace Corps), prvi direktor je postal Kennedyjev svak Sargent Shriver. Pod okriljem organizacije so lahko mladi ameriški civilisti pomagali kjerkoli po svetu - na področju kmetijstva, gradbeništva, zdravstvenega varstva, itd. Obstaja še danes in do zdaj je v njem delovalo 210.000 prostovoljcev v 139 državah.
10. junija 1963 je JFK študentom na Ameriški univerzi v Washingtonu govoril o miru, o miru za vse čase - o viziji sodobnega sveta. Govor je bil takoj v celoti preveden in objavljen v ruskih časopisih.

#### Kuba - Prašičji zaliv
Začetek Kennedyjevega predsedovanja je zaznamovala predvsem zaskrbljenost glede širjenja komunističnega vpliva preko Fidel Castra, ki je prevzel oblast na sosednji Kubi.
JFK se je odzval s t. i. »Alliance for Progress« - razvojno pobudo v nekomunistričnih državah Latinske Amerike. Na drugi strani je JFK z ameriškim vojnim letalstvom - po podedovanem Eisenhowerjevem vojaškem načrtu - in preko Cie, v aprilu 1961, pomagal kubanskim emigrantom pri neuspeli invaziji na Prašičji zaliv. To je bila t. i. Operacija Mongoose, cilj pa zrušitev Castra (z današnjega vidika državni terorizem). Predsednik Kennedy je bil v tistih dneh precej obupan, saj ni minilo niti 100 dni, njegova politika pa je bila v popolnem razsulu. Močno oporo mu je dajal brat Robert, ki je bil njegov glavni svetovalec in pravosodni minister. Nekateri so trdili, da je kakšen dan ali dva on vodil državo. Ob neuspehu v Prašičjem zalivu je Kennedy sicer pogumno prevzel krivdo. Skupaj z Kubanci so triumfirali še Sovjeti.

#### Kubanska raketna kriza
Odločitev Sovjetske zveze, da na Kubi stacionira jedrske rakete pa je pripeljala do t. i. kubanske raketne krize. Svet se je znašel na pragu jedrske vojne.
Izvidniško letalo ameriškega vojnega letalstva tipa U-2 je 14. oktobra 1962 rutinsko preletelo Kubo in odkrilo sovjetske raketne rampe (Anadir). Fotografije je naslednje jutro dobil na mizo predsednik Kennedy. Sestal se je krizni štab, oblikovali sta se dve skupini - zmernejša in bojevita (z generalom Curtisom LeMayjem je imel JFK težak odnos). Odločili so se za kompromis in v treh dneh - v največji tajnosti - mobilizirali letalstvo in mornarico ter 21. oktobra uvedli popolno pomorsko blokado Kube, dokler Sovjeti ne bi umaknili jedrskega orožja. V dramatičnih oktobrskih dneh 1961 sta si predsednik Kennedy in predsednik Hruščov izmenjala nekaj pisem in vročih telefonskih klicev (iz teh pogovorov se je kasneje razvil rdeči telefon). John Kennedy je 20. oktobra poklical ženo in otroka iz farme Glen Ora v Belo hišo, da bi bili v teh težkih in negotovih dneh skupaj. Diplomati so bili na delu in na skrivnih sestankih poskušali preprečiti najhujše. 28. oktobra je Nikita Hruščov na radiu Moskva brez vednosti Castra objavil, da bo Sovjetska zveza umaknila svoje balistične rakete. Svet si je oddahnil. Z uspešno rešitvijo kubanske krize (še 25 let javnosti ni bil poznan del tajnega dogovora o umiku ameriških raket Jupitrov v Turčiji), ki se obravnava kot eden največjih uspehov zunanje politike Johna F. Kennedyja, je njegova javna podpora narastla na 75 odstotkov.

#### Evropa
S sovjetskim voditeljem Nikito Hruščovom se je predsednik Kennedy tudi osebno srečal. To je bilo 3. in 4. junija 1961, na Dunaju, v nevtralni Avstriji. Vzdušje je bilo naelektreno, Hruščov agresiven, po Kubi pa glavno sporno vprašanje Berlin. 13. avgusta 1961 je začetek gradnje Berlinskega zidu.
Pred srečanjem na Dunaju je ameriški predsedniški par obiskal Francijo. Predsednik Kennedy in francoski predsednik general de Gaulla sta imela v Parizu več zaupnih in uspešnih pogovorov. General je bil nad Kennedyjem impresioniran, povsem ga je podprl v ravnanju s Sovjeti. Prav posebej pa je s svojo eleganco, znanjem francoskega jezika, kulture in zgodovine, blestela prva dama Jackie Kennedy. Predsednik ZDA je francoskim gostiteljem hudomušno izjavil: »Sem spremljevalec Jacqueline Kennedy v Parizu, in pri tem uživam!«

#### Berlin
26. junija 1963, ob 15-obletnici berlinskega zračnega mostu, je John F. Kennedy, kot prvi ameriški predsednik, obiskal Zahodni Berlin. V delegaciji so bili zunanji minister Dean Rusk, general Lucius D. Clay, Ted Sorensen in drugi. Na tej zmagoslavni evropski turneji so ga od družinskih članov spremljale sestri Eunice in Jean ter svakinja Lee Radzwill. Pred berlinsko mestno hišo Schöneberg je v družbi nemškega kanclerja Konrada Adenauerja in takratnega berlinskega župana Willyja Brandta nagovoril zbrano množico, več kot milijon in pol Nemcev in jih navdušil. Izrazil je solidarnost s prebivalci razdeljenega mesta in govor zaključil v nemščini: »Ich bin ein Berliner.« (pravilno je »Ich bin Berliner.« - »Sem Berlinčan.«)

#### Irska
Po razvnetem Berlinu je sledil štiridnevni obisk Irske, domovine Kennedyjevih prednikov. To je bil zanj in za Irce velik dogodek, to so bili dnevi polni emocij.
26. junija zvečer ob 20. uri je Air Force One pristal v Dublinu, kjer je Kennedyja s spremstvom pričakal predsednik Irske, Eamon de Valera in predsednik vlade, Sean Lemass. V središču Dublina je slavnostno avtomobilsko povorko pričakalo 80.000 navdušenih Ircev.
Naslednje jutro je predsednik Kennedy s helikopterjem pristal v O´Kennedy Parku v New Rossu, grofija Wexford, od koder so predniki po očetovi strani. Skupina otrok mu je v dobrodošlico zapela pesem »The Boys of Wexford« in ganjen se jim je pridružil. Ob reki se je zbralo 10.000 ljudi in dobro razpoložen JFK jih je pozdravil z besedami: »Vesel sem, da sem tukaj. Potovanje je trajalo 115 let. In 6000 milj. In 3 generacije. Ko je moj praded odšel od tukaj, ni imel ničesar, razen dveh stvari .. močno vero in močno voljo po svobodi. In ponosen sem, da lahko potrdim, da je to prenesel na svoje potomce!« Obisk je nadaljeval v Dunganstownu, na domačiji Kennedy, kjer se je srečal s številnimi sorodniki, med njimi s 15 bratranci - in pred hišo so imeli veselo čajanko.
28. junija je na svojo željo in brez sester obiskal mesto Cork, kjer se je leta 1849 vkrcal na ladjo namejeno v Ameriko praded Patrick Kennedy. V Corku so predsedniku Kennedyju pripravili toplo dobrodošlico. Popoldne je v Dublinu, na Arbour Hillu, polagal venec in prisostvoval slavnostni vojaški cermoniji, kjer so ga navdušili irski kadeti s svojo predstavo (5 mesecev kasneje so ga taisti kadeti spremljali do groba). Obiskal je dublinški grad, odmeven je bil njegov govor v irskem parlamentu - Leinster House, kjer je govoril o Irski in Ircih, njihovih dosežkih, literarni zgodovini ter zaključil z mislijo irskega dramatika: »Nekateri ljudje vidijo stvari take, kot so, in rečejo: 'Zakaj?' Sam pa sanjam o stvareh, ki jih še nikoli ni bilo, in pravim: 'Zakaj pa ne?'« (George Bernard Shaw)
Ogledal si je še zahod dežele, obmorski Galway in obiskal Fitzgeralde, sorodnike po materini strani v Limericku. Obljubil je, da se vrne naslednjo pomlad s svojo družino. Ko je 29. junija z letališča Shannon zapuščal Irsko, je bil videti zares žalosten.

## Pot v Teksas in atentat
Kennedy je bil konec leta 1963 že delno v volilni kampanji za ponovno izvolitev za predsednika. Pot v Teksas je bila tako tudi strankarske narave, saj je bila v tej ameriški zvezni državi demokratska stranka razdeljena na liberalno in konservativno strujo. Za zmago v državi in za posledično pridobitev elektorskih glasov je bila nujna pomiritev znotrajstrankarskih nasprotij in s tem enotnejše glasovanje volilne baze, k čemer naj bi pripomogel prav Kennedyjev obisk. Potovanje demokratskega predsednika, zlasti v luči njegovega zavzemanja za enakopravnost belcev in črncev, v eno izmed južnih držav je bilo običajno obravnavano kot tveganje. Vendar tudi po posvetu z varnostno službo ni bilo nikakršnih indicev za nevarnost in so se odločili za potrditev večdnevnega potovanja po Teksasu.
Po uradni različici dogodkov, ki jih priznavata tudi odbora za preiskavo Kennedyjevega atentata, Warrenova komisija in posebni odbor predstavniškega doma za atentate (HSCA), je usodnega petkovega dne 22. novembra 1963, ob pol enih popoldne, na trgu Dealey v Dallasu, Johna Kennedyja, ki je v odprtem avtomobilu potoval skupaj s soprogo Jackie ter teksaškim guvernerjem Johnom Connallyjem in njegovo soprogo Nellie, ubil Lee Harvey Oswald. Ker je Oswalda dva dni po tem ustrelil in smrtno ranil Jack Ruby, ob preiskavi pa je ostalo precej odprtih podrobnosti, umor ni bil nikoli do konca pojasnjen in je sprožil številne teorije zarote.
Tako še do danes ni prišlo do nikakršnega konsenza o tem, kdo - od mnogih možnih - bi lahko bil vključen v zaroto za uboj predsednika Kennedyja. Od največkrat omenjanih lahko naštejemo Jacka Rubyja, organiziran kriminal kot interesna skupina ali pa le posameznik iz njihovih vrst, CIA, FBI, ruska KGB, Tajna služba, desničarji ali posameznik s takimi nagnjenji, tedanji podpredsednik in kasnejši predsednik Lyndon Johnson, pro- in anti-Castro Kubanci, vojaški in/ali z vojsko povezani industrijski krogi, …
Zakaj je moral umreti John Kennedy?
Od smrti JFK so minila leta in desetletja. Svet se še zmeraj sprašuje, kaj se je tistega novemberskega dne na vogalu Elm in Houston Steet v Dallasu, v resnici zgodilo.

»Je umrl, ker se ni dal motiti radikalnim vplivom z desne in leve, belcev in črncev, ker je veroval in oznanjal, da so vsi državljani ZDA z istimi pravicami? Je umrl, ker je hotel ZDA še enkrat združiti in ker se je namerjal, da bo zaostalemu Jugu prinesel napredek, svobodo, enakost, bratstvo? Je bil umorjen, ker ni prevzel nobene obveznosti, za katero je vedel, da je ne bo mogel izpolniti in zato, ker ni ničesar obljubil, o čemer je dvomil, da bi bilo mogoče uresničiti? Je moral umreti zato, ker ni obljubljal, da bo vodil osvobodilno vojno ali se zanjo obvezal ter nasprotno ni niti za las popustil pri svoji dani besedi? Je bil umorjen, ker ni imel naftnih vrelcev v Teksasu za nove ameriške meje? Umorjen, ker je svojo domovino Ameriko preveč ljubil, da bi jo ljubil slepo?«

## Jack in Jackie Kennedy
Karizmatični Kennedy je bil družaben in duhovit, ljubitelj športa, posebno jadranja, golfa in tenisa. Zaradi težav s hrbtenico je moral vsak dan plavati. Kljub zdravstvenim tegobam je bil vedno dobrovoljen. Sam se je opisal kot - idealist brez iluzij. Tujih jezikov ni govoril. Bil pa je odličen retorik in užival v besednih dvobojih, njegove tiskovne konference (skupno 64) so bile prava predstava in kot šahovske partije (v resnici je bil tudi zelo dober šahist). Na vsakem področju je bil doma, zato je rad popravljal napačne podatke in na pamet navajal zapletene številke. Imel je fotografski spomin pri branju - 1200 besed/minuto. Posebno veliko znanja je imel iz zgodovine, občudoval je Churchilla in rad citiral filozofe ter pisatelje. Po izvedeni raziskavi v aprilu 1962, je tričetrt odraslih Američanov eno ali več tiskovnih konferenc spremljalo v živo po radiu ali televiziji.
Jackie je potrebovala mir in samoto, zares razživela se je le v družbi sestre Lee. Politiko in ljudske množice je sovražila. Zanimala jo je kultura, književnost in francoska moda. Za svojo garderobo je naročala tkanine pri modni hiši Chanel v Parizu in v ZDA je imela osebnega modnega kreatorja Olega Cassinija. Zaradi drage garderobe si je često prislužila moževo kritiko. Tekoče je govorila angleško, francosko in špansko, od športa je oboževala jahanje in lov na lisice. V Beli hiši je bila neprestano pod budnim očesom javnosti, zato je raje veliko časa z otrokoma preživljala na njihovem 400 aker (cca 160 ha) velikem najemniškem posestvu - farmi, kjer je imela konje. To je bil Glen-Ora, v bližini Middleburga v Virginiji in v tem zatočišču v naravi je uredila tudi manjše golf igrišče za moža (tri luknje). Takrat so njeno vlogo prve dame nadomeščale druge ženske iz družine Kennedy, največkrat sestra Eunice. Kasneje sta si zakonca Kennedy v teh krajih - v Atoki, kupila svoje manjše posestvo (39 aker).
Zakonca sta se prva leta težko navajala eden na drugega. Kljub vsem velikim obveznostim, pritiskom, triumfom in tragedijam, sta vzdržala, tudi zaradi podpore širše družine. In prav zadnje mesece, potem, ko sta v avgustu 1963 izgubila sina Patricka, sta bila najbolj povezana, saj ju je bolečina močno združila.
Kot nasprotje predhodnega predsedniškega para sta si mlada zakonca, John s svojim šarmom in Jackie s svojo eleganco in smislom za modo, tudi s pomočjo medijev, zlasti televizije na pohodu, pridobila zvezdniški status. Kennedy se je tega zavedal in je Jackie pogosto jemal na svoje turneje, saj je s tem pridobil tudi do dvakrat več obiskovalcev, kot bi jih pridobil sam kot politik, brez žene.

## JFK in zveze z ženskami
V mladosti, ko še ni bil poročen, je imel Kennedy v 1940-ih razmerje z dansko novinarko Ingo Arvad in igralko Gene Tierney. Kasneje je imel po različnih virih razmerja z več ženskami, med drugim z Marilyn Monroe, Gunillo von Post, Judith Campbell, Mary Pinchot Meyer, Marlene Dietrich, 19-letno pripravnico v Beli hiši Mimi Alford in Jackiejino tiskovno predstavnico Pamelo Turnure. Kennedyevi skoki čez plot naj bi vključevali tudi igralko Angie Dickinson in tajnici v Beli hiši Priscillo Weir in Jill Cowen. Razsežnosti njegovega razmerja z Marilyn Monroe verjetno ne bodo nikoli znane, čeprav naj bi po poročanju marca 1962 skupaj preživela vikend v hiši Binga Crosbyja. Poleg tega so operaterji v Beli hiši leta 1962 zabeležili njene klice. V pop kulturi še vedno odmeva njena interpretacija rojstnodnevnevne pesmi »Vse najboljše, g. predsednik«. Teorije zarote so Kennedyja vpletale v tragično smrt Marilyn Monroe.
O Kennedyjevih indiskrecijah je prejel poročilo celo sam direktor FBI, J. Edgar Hoover. Zdravniki so domnevali, da so zdravila za zdravljenje Addisonove bolezni kot stranski učinek povzročila dvig libida. Nekoč je britanskemu predsedniku vlade Haroldu Macmillanu omenil: »Ugibam, kako je tebi, Harold? Če vsake tri dni nimam ženske, dobim grozne glavobole.« Na Kennedyja je nemara vplivalo očetovo odprto razmerje z Glorio Swanson. Po lastni izjavi Johna Kennedyja ml. naj bi oče sinu sam rekel, »naj leže z žensko, kot le gre pogosto«.
Kennedy je navdihoval lojalnost in vdanost svoji ekipi in podpornikom. To naj bi vključevalo tudi »logistiko Kennedyjevih zvez … ki so zahtevale molčečnost in vdanost, kar je redko v napornih službah, ki jih zahtevajo uspešni politiki«. Kennedy je verjel, da ga bodo prijateljski odnosi s predstavniki medijev obvarovali pred razkritjem spolnega življenja.
Med predsedniškimi volitvami leta 1960 je republikanski senator Hugh Scott omenil Kennedyjevo kandidaturo z besedami »to ni delo za plejboje«.  Scott, član republikanske »Skupine resnice«, je s tem mislil na Kennedyjevo vožnjo z jahto v kraju Hyannis Port, medtem ko je senat sprejemal zakonodajo o medicinski oskrbi starejših. Scott je še navedel, da je bil senator Kennedy odsoten z glasovanja v senatu 331-krat od 1.189 glasovanj, kar pa ne vključuje 36 glasovanj, ki jih je v letih 1953 do 1960 zamudil zaradi operacije.

## Poimenovanja
Zaradi njegove priljubljenosti so po njem med drugim poimenovani Vesoljski center Kennedy na Floridi, mednarodno letališče v New Yorku, eden izmed Solomonovih otokov, letalonosilka USS John F. Kennedy (CV-67), gora Mount Kennedy v Kanadi (Yukon) ter mnoge ulice, avenije, zgradbe ter spomeniki po vsem svetu.
Vsak bivši ameriški predsednik ustanovi svojo knjižnico, ki jo postavijo v kraju, od koder prihaja. Knjižnica John F. Kennedy Presidential Librery and Museum je v Bostonu, izven centra, blizu obale.